# Polycyrtus obtusispina
Polycyrtus obtusispina är en stekelart som beskrevs av Cameron 1885. Polycyrtus obtusispina ingår i släktet Polycyrtus och familjen brokparasitsteklar. Inga underarter finns listade i Catalogue of Life.